# Matthias Brodowy

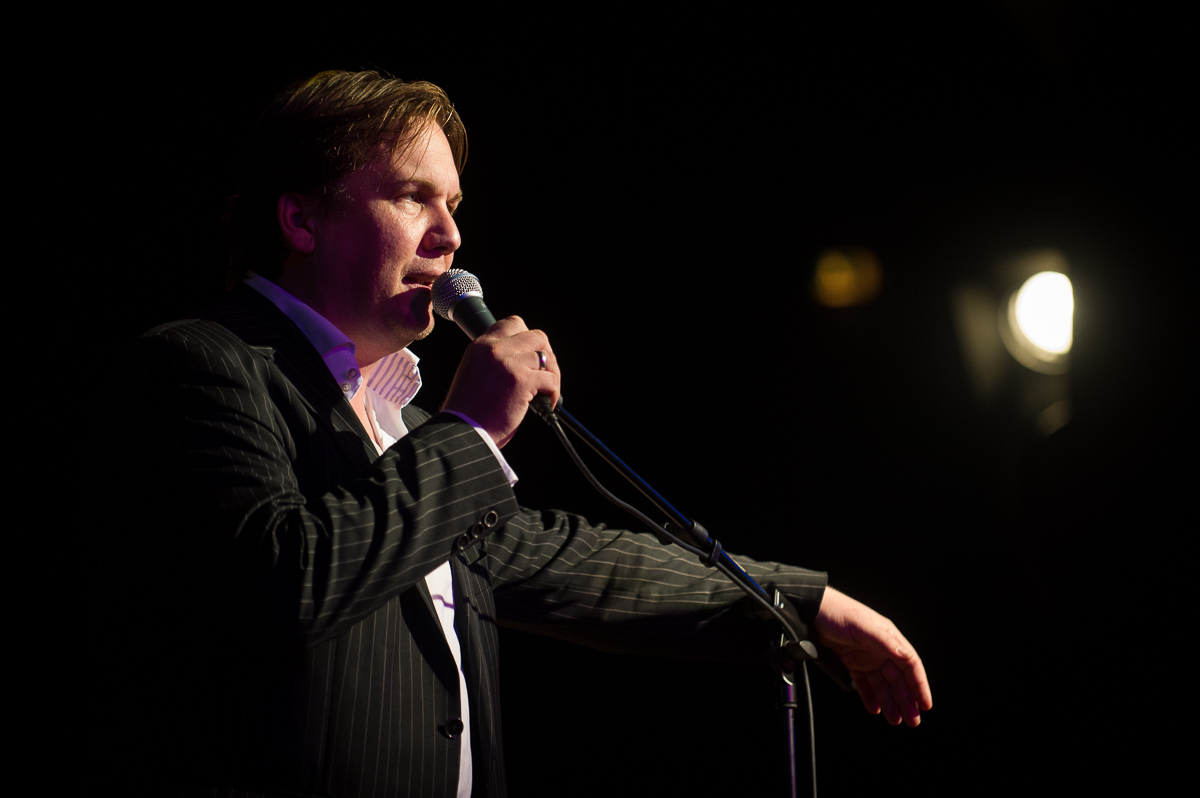
Matthias Brodowy (2012) bei einem Auftritt

Matthias Brodowy (* 1972 in Braunschweig) ist ein deutscher Kabarettist, Sänger und Pianist.

## Leben
Brodowy wuchs in Wolfsburg und später in  Hannover auf. Dort besuchte er die Herschelschule. Er ist ausgebildeter Kirchenmusiker und studierte Geschichte und katholische Theologie.
Er war von 1989 bis 1999 Mitglied der Kabarett-Gruppe Profilachticker. Im Herbst 1997 brachte er sein erstes Soloprogramm Schweigen Sie ein, ich fahre Wort – Kabarettistische Kreuz- und Querzüge heraus. 1999 begann er seine erste Deutschland-Tournee. 2004 gründete er zusammen mit dem hannoverschen Unternehmer Sebastian Gerhard den generalmusikverlag. Als Conférencier tritz Brodowy u. a. im Hamburger Hansatheater, in Roncallis Apollo Varieté Düsseldorf und im GOP Varieté Theater Hannover auf. Ebenso tritt er regelmäßig im Quatsch Comedy Club auf.
2009 war Matthias Brodowy Gründungsmitglied von Lesestart Hannover. 2009 übernahm Matthias Brodowy die Schirmherrschaft des ambulanten Hospiz- und Palliativberatungsdienstes der Malteser in Hannover. Seit 2010 moderiert Brodowy das WDR-Kabarettfest in Paderborn. Seit 2012 moderiert er als Nachfolger von Bodo Wartke die Songs an einem Sommerabend vor dem Kloster Banz, aus dem der Bayerische Rundfunk einen Zusammenschnitt im Fernsehen zeigt. 2014 eröffnete er das Festival mit einer gesungenen Ansprache. Auf der Jubiläums-CD 2016 ist er mit seinem Lied Mensch, ärger’ dich nicht vertreten.
Matthias Brodowy erhielt den Deutschen Kleinkunstpreis 2013 in der Sparte Chanson/Lied/Musik. Er wurde damit gemeinsam mit Carsten Hormes (Bass) und Wolfgang Stute (Gitarre/Cajon) für sein musikalisch-literarisches Programm In Begleitung ausgezeichnet.
Seit 2013 arbeitet er mit Roofmusic aus Bochum zusammen. Im August 2013 erschien dort seine erste Doppel-CD mit dem Titel „Bis es Euch gefällt“. Im September 2013 übernahm Brodowy die Schirmherrschaft für den Verein „Selbsthilfe nierenkranker Kinder und Jugendlicher e. V.“.  2019 war er mit seinem achten Soloprogramm Kopfsalat-Chaoskabarett, seinem best-of „Bis es Euch gefällt“, dem Puppenkabarett Bert Engel Show (zusammen mit Detlef Wutschik) und dem Musikprogramm In Begleitung auf Tournee durch Deutschland.

## Preise und Auszeichnungen
- 1999 Niederrheinischer Kabarettpreis „Das schwarze Schaf“, 1. Platz,[3] überreicht von Schirmherr Hanns Dieter Hüsch
- „Prix Pantheon 2000“ (Publikumspreis)
- „radio-ffn-comedy award“
- Passauer Scharfrichterbeil, 2. Platz
- Hessischer Kleinkunstpreis 2001
- „Scherzheimer Kuh“
- „Gießener Kabarett- und Comedy-Cup“
- „Lüdenscheider Lüsterklemme“
- „Magdeburger Kugelblitz“
- „Sprungbrett“ – verliehen vom Deutschen Handelsblatt im Düsseldorfer Kom(m)ödchen
- „Emser Pastillchen für zwei Stimmbänder“
- Reinheimer Satirelöwe 2002
- „Jugend kulturell Förderpreis“ der Vereins- und Westbank (heute: HypoVereinsbank) in der Sparte „Kabarett“, 2003
- „Lindener Spezialist 2006“
- Münsterländer Kabarettpreis „Der Kiep“ 2010 (Publikums- und Jurypreis)
- Deutscher Kleinkunstpreis 2013
- Ehrenpreis des Bundesverband Trauerbegleitung e. V. 2018[4]

## Die Programme

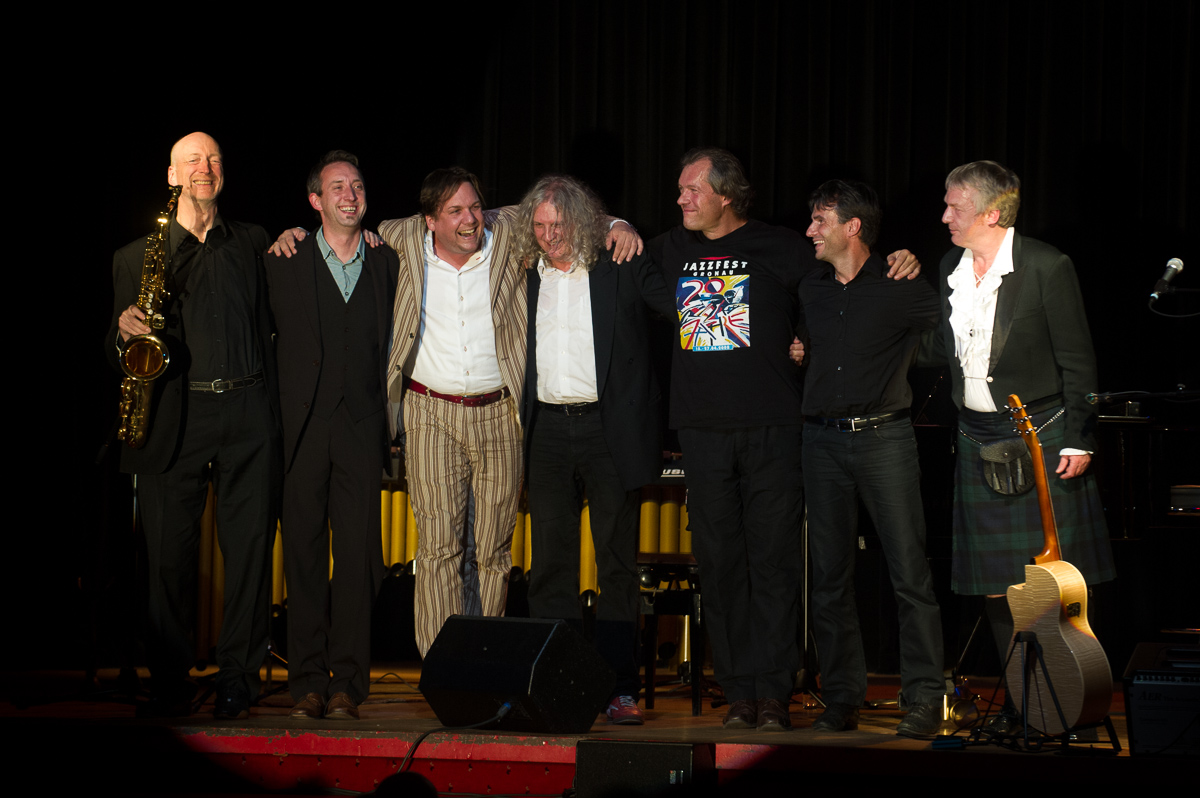
Matthias Brodowy In Begleitung

- 1997–1998: Schweigen Sie ein, ich fahre Wort
- 1998–1999: Wanderer zwischen den Zeilen
- 1999–2001: Kaltstart
- 2001–2003: Eintritt frei und andere Lügen
- 2003–2004: Ufos über Berlin
- 2004–2007: Voll ins Schwarze oder wie wir Tante Ilses Urne bei ebay noch zu Geld gemacht haben
- 2005: Bis es Euch gefällt – Höhepunkte aus fünf Programmen
- 2007–2011: Allergie – Besser als nix
- 2007 mit Detlef Wutschik: Die Bert Engel Show – ein Kabarett-Theaterstück mit Menschen und Puppen
- 2008–2010 zuerst Solo, dann mit Carsten Hormes (Bass): Schwarz und weiß und doch kein Schach
- 2010–2014: Offenbarung – Das 7. Programm
- 2010 mit Carsten Hormes (Bass) und Wolfgang Stute (Gitarre/Cajon): Matthias Brodowy – In Begleitung: Ein Kabarettkonzert
- Februar 2011 mit Detlef Wutschik: De groode Bert Engel Show (Die Bert Engel Show auf Plattdeutsch)
- April 2013: Kopfsalat-Chaoskabarett
- Februar 2015 mit Detlef Wutschik: Och… Zwei Nordlichter sprechen sich aus
- Januar 2017: Gesellschaft mit beschränkter Haltung
- April 2022: Klappstuhl und ich!
- April 2023 mit Detlef Wutschik: Watt nu?
- September 2024: Sachen gibt's

## Fernsehen
- Hüsch & Co. (SWR)
- Mitternachtsspitzen (WDR)
- Ottis Schlachthof (BR)
- Prix Pantheon 2000 (WDR/3sat)
- 100 Jahre Kabarett (SFB)
- 3sat-Festival Kabarett Musik Comedy 2002
- SR-Gesellschaftsabend
- NDR-Comedytreff
- Eröffnungsgala Schmidt-Theater Hamburg (NDR)
- Kleinkunstfestival in den Wühlmäusen (rbb)
- NDR-Intensivstation
- Mann an Bord (WDR)
- Die Anstalt (10. Dezember 2019, ZDF)

## Radio
- Moderator WDR-Kabarettfest aus Paderborn
- Von Dezember 2010 bis August 2011 tägliche Comedyserie auf Hitradio Antenne Niedersachsen: „Die Heidepiraten“ (Autor und Sprecher aller Charaktere – Sounddesign: Jochim Redeker/Hitradio Antenne Niedersachsen)
- Von März bis Dezember 2000 tägliche Comedyserie „Kochen mit WOK“ und „Leben am Limit“ auf SWR, später auch auf radio ffn; gemeinsam produziert mit Lutz Grundhöfer, Bochum. Beiträge für WDR 2, Deutschlandradio Berlin und SWR.

## Veröffentlichungen
CD
- Brodowy in Stücken – Livemitschnitt aus dem Bonner Pantheon (erschienen 2000 bei Wortart, Köln).
- Stadt mit Keks – Maxi-CD, das Hannoverlied und mehr..., (vergriffen)
- Landeanflug – Live-CD  plus Studioaufnahmen (erschienen 2003 im GMVerlag – vergriffen)
- mittendrin – Live-CD aus der Landesbühne Hannover (erschienen 2005 im GMVerlag)
- Schwarz und weiß und doch kein Schach – Live-CD mit Aufnahmen aus der Orangerie und dem Kanapee in Hannover (erschienen 2008 im GMVerlag)
- Offenbarung – Live-CD, Mitschnitt der Premiere im Theatersaal Langenhagen (erschienen 2010 im GMVerlag)
- In Begleitung – Die erste reine Musik-CD von Matthias Brodowy (erschienen 2011 im GMVerlag)
- Tausend Jahre wie ein Tag – Benefiz-CD zugunsten der Sanierung des Hildesheimer Doms (erschienen 2011 in Kooperation mit dem GMVerlag)
- Bis es Euch gefällt – Doppel-CD (erschienen 2013 bei roofmusic)
- Kopfsalat – Live-CD aufgenommen im Apollokino Hannover (erschienen 2014 bei roofmusic)

DVD
- Bis es euch gefällt – Doppel-DVD mit einem Livemitschnitt aus dem Theater am Küchengarten in Hannover (erschienen Dezember 2006 im GMVerlag)

Buch
- Einmal Labskaus und zurück, zusammen mit dem Maler Ole West (erschien Dezember 2016 im Tidenhub Verlag)
- Der Leuchtturmhüter, zusammen mit dem Maler Ole West, ISBN 978-3-9811951-7-0 (erschien im Dezember 2017 im Tidenhub Verlag)
- Klappstuhl und ich!, ISBN 978-3-98737-011-3 (erschien im August 2023 im zu Klampen Verlag)